# Rabid
Rabid (en España, México y Perú Rabia; en Argentina Fobia, la ciudad bajo el terror) es un largometraje canadiense de terror y ciencia ficción de 1977. Escrito y dirigido por David Cronenberg destaca por ser su cuarto largometraje. Está interpretado en sus papeles principales por Marilyn Chambers, Frank Moore y Joe Silver.
La cinta obtuvo premios al mejor guion y a los mejores efectos especiales en el Festival de Sitges de 1977.

## Sinopsis
Rose es una joven que sufre un accidente de motocicleta junto a su novio Hart y es internada en la Clínica Keloid, un centro especializado en cirugía estética, donde es sometida a unos revolucionarios tratamientos. Sin embargo el resultado del injerto de un nuevo tejido neutral en Rose es fatal: despierta con una fisura bajo su axila, de la cual emerge un apéndice fálico, y simultáneamente comienza a experimentar una insoportable sed de sangre humana. Rose la saciará gracias a su nuevo apéndice con el que penetra, para extraerles sangre, en los cuerpos de sus víctimas. Éstas, posteriormente, caen presas de una incontrolable rabia homicida que, poco a poco, se va extendiendo por la ciudad como una salvaje plaga de terror y violencia.

## Reparto
- Marilyn Chambers - Rose
- Frank Moore - Hart Read
- Joe Silver - Murray Cypher
- Howard Ryshpan - Doctor Dan Keloid
- Patricia Cage - Doctora Roxanne Keloid
- Susan Roman - Mindy Kent
- Roger Periard - Lloyd Walsh
- Lynne Deragon - Enfermera Louise
- Terry Schonblum - Judy Glasberg
- Victor Désy - Claude LaPointe
- Julie Anna - Enfermera Rita
- Gar McKeehan - Eddy
- Terence G. Ross - Granjero
- Miguel Fernandes - Hombre en el cine
- Robert O'Ree - Sargento de policía

## Producción
Tras el estreno de su tercera película Shivers (1975), que obtuvo una muy positiva recepción comercial y muy malas críticas, Cronenberg volvió a contar con financiación pública de la Canadian Film Development Corporation y privada de la productora Cinépix para su cuarto largometraje. Con un presupuesto estimado de 500.000 dólares canadienses la actriz inicialmente pensada para encarnar el papel de Rose era Sissy Spacek. Sin embargo Ivan Reitman sugirió a la actriz de cine para adultos Marilyn Chambers quien, tras una prueba de cámara con el director, se hizo con el papel.

## Recepción
Aunque durante su estreno comercial la cinta obtuvo valoraciones muy negativas por parte de los críticos profesionales con el tiempo ha experimentado una revaluación más positiva. 
William Thomas de Empire en 2015 le otorga una puntuación de 3 sobre 5 indicando que es "la película más alocada y divertida de Cronenberg, repleta de gore y de sobresaltos impactantes". Chuck Bowen para Slant la coloca en la posición 13 de toda su filmografía reseñando que "no es tan sólida e intensa como 'Shivers', pero es más divertida y confía más en sí misma, con algunas escenas en las que existen ciertas connotaciones de colapso en la infraestructura de nuestra sociedad". Almar Haflidason para BBC.com en el año 2000 afirma que "en última instancia Rabid se reduce a putas zombificadas y momentos de shock, pero es una combinación irresistible que Cronenberg maneja bien". Juan Luis Caviaro, para la web EspinOf, "carece del efecto sorpresa de Vinieron de dentro de…, y aunque contiene escenas desagradables y perturbadoras, en este aspecto está por debajo de sus anteriores trabajos. Tampoco es uno de los guiones más elaborados de Cronenberg, hay situaciones mal resueltas e incoherentes (...). De todos modos, la película funciona, a ratos, como un producto barato de acción y terror sin otra pretensión que la de entretener durante una hora y media. Aún así, le sobra metraje (...) y las interpretaciones dejan mucho que desear".
En IMDb con 16.048 votaciones obtiene una puntuación de 6,3 sobre 10. En FilmAffinity tiene una valoración de 5,8 sobre 10 con 2.773 valoraciones. En el agregador de críticas Rotten Tomatoes tiene una calificación de "fresco" para el 73% de las 26 críticas profesionales y para el 45% de las 7.245 votaciones de los usuarios del portal.

## Adaptación
En 2019, se estrenó una nueva adaptación de Rabid dirigida por las hermanas Jen y Sylvia Soska. La película fue protagonizada por Laura Vandervoort, Benjamin Hollingsworth, Ted Atherton y Hanneke Talbot.